# Freeman (Dacota do Sul)
Freeman é uma cidade localizada no estado norte-americano de Dakota do Sul, no Condado de Hutchinson.

## Demografia
Segundo o censo norte-americano de 2000, a sua população era de 1317 habitantes.
Em 2006, foi estimada uma população de 1194, um decréscimo de 123 (-9.3%).

## Geografia
De acordo com o United States Census Bureau tem uma área de
2,8 km², dos quais 2,8 km² cobertos por terra e 0,0 km² cobertos por água. Freeman localiza-se a aproximadamente 461 m acima do nível do mar.

## Localidades na vizinhança
O diagrama seguinte representa as localidades num raio de 24 km ao redor de Freeman.